# علم التذوق العصبي
علم التذوق العصبي (بالإنجليزية: Neurogastronomy) هو دراسة إدراك المذاق وكيفية تأثيره على المعرفة والذاكرة. يتأثر هذا المجال متداخل التخصصات بكل من علم النفس والعلوم العصبية للحواس والتعلم والجوع كحالة تحفيزية واتخاذ القرار. يشمل العلم في دراسته تأثير حاسة الشم ومساهمتها في التذوق، وإدمان الطعام، والسمنة، وتفضيلات المذاق والمصطلحات المستخدمة في التواصل ووصف المذاقات. صاغ مصطلح علم التذوق العصبي عالم الأعصاب غوردون موراي شيبرد.

## حاسة الشم والتذوق
تعد حاسة الشم أكثر الحواس تأثيرًا ومساهمة في عملية الإحساس بالطعم وإدراكه. لحاسة الشم طريقين حسيين: الشم العظمي الأنفي وهو إدراك جزيئات الرائحة الموجودة خارج الجسم، والشم الأنفي الراجع وهو إدراك جزيئات الرائحة الناتجة أثناء المضغ. الشم الأنفي الراجع الناتج أثناء المضغ هو ما يساهم في إدراك المذاق. في علم الإنسان وعلى مدى تطور الإنسان، يؤدي قصر البلعوم والتغيرات الأخرى في تكوين العظم إلى تحسين مستمر في قدرات إدراك المذاق عند البشر.
تنتقل جزيئات الرائحة بعد المضغ خلف الفم ولأعلى عبر البلعوم. تكتشف المستقبلات العديدة على الظهارة الشمية المركبات ذات الرائحة. تستجيب هذه المستقبلات لمختلف المركبات بمختلف التركيبات الكيميائية. تتجمع مستقبلات الرائحة التي تستجيب للمركبات المتشابهة في كبيبة في البصلة الشمية.